# Dipsas incerta
Dipsas incerta är en ormart som beskrevs av Jan 1863. Dipsas incerta ingår i släktet Dipsas och familjen snokar. Inga underarter finns listade i Catalogue of Life.
Arten beskrevs efter ett exemplar som enligt Giorgio Jan kom från Franska Guyana. Individen förvarades i ett museum men exemplaret förstördes under Andra världskriget. Ormarna i Franska Guyana studerades efter kriget noga men denna art hittades inte. Därför antas att beskrivningen av fyndplatsen var felaktig. En studie från 1957 lokaliserade arten i Venezuela men en senare studie visade att exemplaren istället tillhörde Dipsas copei. En avhandling från 2010 påpekade att individer från delstaten Roraima i Brasilien skulle tillhöra Dipsas incerta men teorin diskuterades inte närmare.
På grund av den oklara taxonomin listas Dipsas incerta av IUCN med kunskapsbrist (DD).